# David J. Hudson
David J. Hudson (* 16. Dezember 1943; † 21. Mai 2011) war ein US-amerikanischer Tonmeister.

## Leben
Hudson begann seine Karriere 1978 mit dem Kurzfilm Xenogenesis, dem Filmdebüt von James Cameron (eine zweite Zusammenarbeit gab es 1984 bei Terminator). Hudson wirkte an drei Filmen des Star-Trek-Franchise mit, von Star Trek II: Der Zorn des Khan bis Star Trek IV: Zurück in die Gegenwart. Für letzteren Film war er 1987 erstmals für den Oscar in der Kategorie Bester Ton nominiert. Später arbeitete er an einer Reihe von Disney-Filmen, darunter Die Schöne und das Biest und Aladdin. Für beide Filme erhielt er jeweils eine weitere Nominierung für den Oscar, konnte die Auszeichnung jedoch nie gewinnen.
Für sein Wirken beim Fernsehen war er zwischen 1982 und 1987 für fünf Primetime Emmys nominiert, 1985 konnte er den Preis für die Miniserie Space – Ein Mann greift nach den Sternen entgegennehmen. Hudson zog sich 1998 aus dem Filmgeschäft zurück, er starb 2011.

## Filmografie (Auswahl)
- 1978: Xenogenesis (Kurzfilm)
- 1980: Die unglaubliche Reise in einem verrückten Flugzeug (Airplane!)
- 1982: Star Trek II: Der Zorn des Khan (Star Trek II: The Wrath of Khan)
- 1984: Star Trek III: Auf der Suche nach Mr. Spock (Star Trek III: The Search for Spock)
- 1984: Terminator
- 1986: Star Trek IV: Zurück in die Gegenwart (Star Trek IV: The Voyage Home)
- 1987: Good Morning, Vietnam
- 1988: Rain Man
- 1989: Arielle, die Meerjungfrau (The Little Mermaid)
- 1990: Pretty Woman
- 1991: Die Schöne und das Biest (Beauty and the Beast)
- 1992: Aladdin
- 1994: Der König der Löwen (The Lion King)
- 1997: Schneewittchen (Snow White: A Tale of Terror)

## Auszeichnungen
- 1987: Oscar-Nominierung in der Kategorie Bester Ton für Star Trek IV: Zurück in die Gegenwart
- 1992: Oscar-Nominierung in der Kategorie Bester Ton für Die Schöne und das Biest
- 1993: Oscar-Nominierung in der Kategorie Bester Ton für Aladdin